# Smack My Bitch Up
«Smack My Bitch Up» (рус. «Пусти мне по вене») — песня и 12-й сингл британского танцевально-электронного коллектива The Prodigy, третий сингл из альбома The Fat of the Land. Трек стал скандальным по причине грубой лексики и «выступления против женщин». Вокальную партию исполняла Шахин Бадар, а семпл «Change my pitch up, Smack my bitch up» был взят из композиции «Give the Drummer Some» 1988 года американской хип-хоп-группы Ultramagnetic MCs.

## Описание сингла
Помимо радиоверсии «Smack My Bitch Up», пластинка снабжена ремиксом на трек «Mindfields», drum & bass mix от DJ Hype на «Smack My Bitch Up» и би-сайд «No Man Army» при содействии гитарной партии от Тома Морелло из коллектива Rage Against the Machine.

## Официальные треки, не расположенные на сингле
На сингл не вошли два трека, которые некоторым образом связаны с синглом.
Это спокойный ремикс «Smack My Bitch Up» от Johny L для сборника The Tunes декабря 1997 года. The Tunes — сборник, приложение к музыкальному журналу.
Также «One Man Army» — трек, записанный специально для супергеройского фильма «Спаун». В этой версии есть вокал Максима, в отличие от обычной инструментальной. Позже в 2005 году на втором бонусном диске альбома Their Law: The Singles 1990—2005 вышла ускоренная версия «No Man Army».

## Видеоклип
Клип был снят шведским режиссёром Йонасом Окерлундом. В клипе показываются похождения девушки по ночному Лондону от первого лица (интересен тот факт, что на протяжении всего клипа зритель уверен, что это молодой мужчина, однако в самом конце клипа, главный герой смотрит в зеркало и мы видим в отражении девушку). В полной версии клипа, которая называется Most Controversial Version, присутствуют всевозможные элементы асоциального поведения, такие как: распитие крепких спиртных напитков и вождение автомобиля в нетрезвом виде, принятие кокаина, нападения на людей, насилие, вандализм, употребление героина, сцена, в которой на машине сбивают человека, женский стриптиз без цензуры (одну из стриптизёрш сыграла английская порноактриса и эромодель Тереза Мэй), а в конце клипа главная героиня занимается лесбийским сексом с этой же стриптизёршей.
В первом варианте клипа «Smack My Bitch Up» фигурировал автомобиль Фольксваген-Жук, в конце видео разбитый об столб. Однако в связи со смертью принцессы Дианы этот эпизод был вырезан из конечной версии.
Клип был запрещён большинством музыкальных каналов. Лишь только на российском MTV он был показан после полуночи без цензуры. В 2006 году в рамках новозеландского телешоу «U» клип «Smack My Bitch Up» транслировался как самый шокирующий музыкальный клип (он занял первое место по голосованию «Самых шокирующих видео»).
Музыкальный клип вызвал гнев государственных и социальных структур. Видео вызвало ожесточённую критику за мизогинию, особенно со стороны феминисток, в том числе феминистической Национальной организации женщин США. Клип обвинялся ими в поощрении насилия в отношении женщин, несмотря на то, что главным действующим лицом в нём является женщина. Другие, однако, похвалили видео за то, что оно разрушает гендерные стереотипы и стереотипы о бытовом насилии, показывая, что женщины также могут быть злоупотребителями и агрессорами. На участников группы The Prodigy было подано несколько судебных исков, хотя сами участники и не были сняты в видео.
В 2010 году согласно опросу, проведённому организацией PRS for Music, «Smack My Bitch Up» была признана самой скандальной песней в истории. Лиам Хоулетт, глава The Prodigy и автор песни, прокомментировал это событие следующим образом: «Ха-ха».

## Оценки
Британский журнал «Music Week» выбрал трек «Smack My Bitch Up» в качестве сингла недели, оценив его на 5 баллов из 5[значимость факта?].

## Список композиций

### XL recordings

#### 12" vinyl record
1. «Smack My Bitch Up» (LP version) (5:42)
2. «No Man Army» (featuring Tom Morello) (4:44)
3. «Smack My Bitch Up» (DJ Hype remix) (7:17)
4. «Mindfields» (headrock dub) (4:34)

#### CD single
1. «Smack My Bitch Up» (edit) (4:45)
2. «No Man Army» (featuring Tom Morello) (4:44)
3. «Mindfields» (headrock dub) (4:34)
4. «Smack My Bitch Up» (DJ Hype remix) (7:17)

### Maverick records

#### 12" vinyl record «Black sleeve»
A1. «Smack My Bitch Up» (album version) (05:43)
A2. «Mindfields» (headrock dub) (04:35)
B1. «Smack My Bitch Up» (DJ Hype Remix) (07:17)

#### 12" vinyl record
A1. «Smack My Bitch Up» (LP version) (05:42)
A2. «No Man Army» (featuring Tom Morello) (04:44)
B1. «Mindfields» (headrock dub) (04:34)
B2. «Smack My Bitch Up» (DJ Hype remix) (07:17)

#### Digipak
1. Smack My Bitch Up (edit) (04:45)
2. No Man Army (featuring Tom Morello) (04:44)
3. Mindfields (headrock dub) (04:34)
4. Smack My Bitch Up (DJ Hype remix) (07:17)

## Позиции в чартах и сертификации

### Чарты
| Чарты (1997)                               | Высшая позиция |
| ------------------------------------------ | -------------- |
| Австралия (ARIA)                           | 41             |
| Бельгия/Фландрия (Ultratip Bubbling Under) | 7              |
| Канада (Nielsen SoundScan)                 | 12             |
| Финляндия (Suomen virallinen lista)        | 1              |
| Германия (GfK)                             | 51             |
| Ирландия (IRMA)                            | 6              |
| Италия (FIMI)                              | 16             |
| Нидерланды (Dutch Top 40)                  | 19             |
| Новая Зеландия (Recorded Music NZ)         | 8              |
| Норвегия (VG-lista)                        | 8              |
| Испания (AFYVE)                            | 1              |
| Швеция (Sverigetopplistan)                 | 13             |
| Великобритания (OCC UK Singles)            | 8              |
| США (Billboard Hot 100)                    | 89             |

### Сертификации
| Регион | Сертификация | Продажи |
| --- | ------------ | ------- |
| Новая Зеландия (RMNZ) | Золотой      | 5000*   |
| Великобритания (BPI) | Платиновый   | 600 000 |
| * Данные о продажах приведены только на основе сертификации. · Данные о продажах + прослушиваниях приведены только на основе сертификации. |              |         |

## Цензура (события 2023 года)
В ноябре 2023 года был изменён текст песни. Вместо фразы, содержащей оскорбительное слово, Максим Реалити несколько раз повторил одну и ту же строчку «Change my pitch up».